# Stadnica
Stadnica (Duits: Wilhelmshof) is een plaats in het Poolse woiwodschap Ermland-Mazurië, in het district Gołdapski. De plaats maakt deel uit van de landgemeente Banie Mazurskie.